# Mankki vasútállomás
A Mankki vasútállomás, vasútállomás Finnországban, Espoo településen található.

## Vasútvonalak
Az állomást az alábbi vasútvonalak érintik:
- Helsinki–Turku-vasútvonal

## Kapcsolódó állomások
A vasútállomáshoz az alábbi állomások vannak a legközelebb:
- Kauklahti vasútállomás
- Luoma vasútállomás